# Callidula dichroa
Callidula dichroa es una polilla de la familia Callidulidae. Fue descrito por primera vez en 1832 por Jean Baptiste Boisduval. Se encuentra en Nueva Guinea y en Ceram y Aru.